# Hertz Corporation

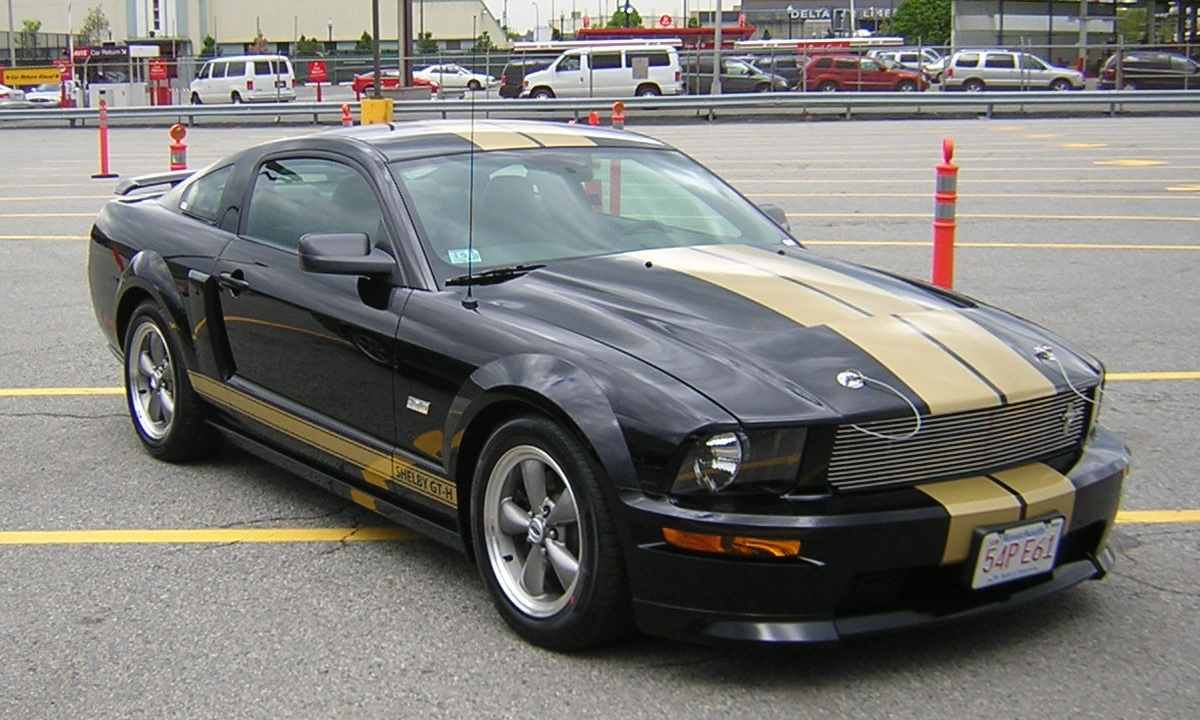
Shelby Mustang ägd av Hertz.

Hertz Corporation eller Hertz är ett amerikanskt biluthyrningsföretag grundat 1918 som ägs av Clayton Dubilier & Rice, The Carlyle Group och Merrill Lynch Global Private Equity. Hertz affärsmodell bygger kring att låna ut sitt varumärke till andra näringsidkare, så kallad franchising.

## Bakgrund
Hertz corporation grundades 1918 i Chicago, Illinois, USA av Walter L. Jacobs. Hertz är ett internationellt företag som öppnade sin första verksamhet i Europa 1950 och på 1960-talet kom företaget till Sverige. Idag har  företaget kontor i 146 länder och runt 8 100 uthyrningskontor. 
I Sverige har Hertz en marknadsandel på ca 31 procent och har runt 200 uthyrningskontor från Ystad i söder till Lannavaara i norr.

## Ägare
Företaget ägdes av Ford Motor Company fram till 2005 då det såldes till Clayton Dubilier & Rice, The Carlyle Group och Merrill Lynch Global Private Equity. 

## Affärsmodell
Hertz affärsmodell bygger på franchiseverksamhet och i Sverige innehas de huvudsakliga franchiserättigheterna av First Rent a Car AB som är ett bolag inom Volvo Personvagnar.